# 约瑟夫·克劳斯纳

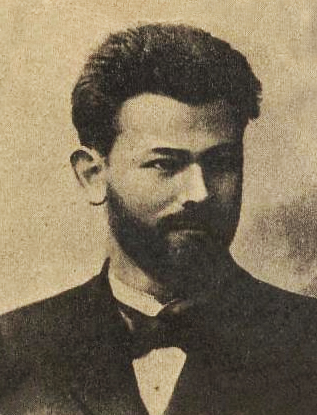
约瑟夫·克劳斯纳

约瑟夫·克劳斯纳（希伯來語：‎，1874年8月20日—1958年10月27日），阿什肯纳兹犹太人，历史学家，希伯来文学教授，他是《希伯来百科全书》主要的编者之一，曾创造几个简单的希伯来日常用语，并且为1949年第一次以色列总统选举候选人。以83票比15票败给哈伊姆·魏茨曼。他是以色列著名当代作家阿摩司·奥兹的伯曾祖。

## 生平
约瑟夫·克劳斯纳在1874年出生于立陶宛的奥尔凯尼基。到二十世纪，由于日益增长的反犹主义他的家庭离开立陶宛（据阿摩司·奥兹说，离开的原因是他奶奶的健康）去了敖德萨，那里有他们的亲戚，克劳斯纳在那接受教育。他经常出入科学、文学和犹太复国主义者的圈子，并且曾和西奥多·赫茨尔进行过简短交流。
1912年，他第一次到巴勒斯坦，在1919年搬到了那里。1925年，他成为了耶路撒冷大学的教授。他从事第二圣殿时期历史研究。虽然他并不是犹太正统派教徒，但他也遵守安息日和猶太教對飲食的規定。他对米德拉什和塔木德也有很深的了解。自从來到敖德萨後，约瑟夫·克劳斯纳一直是俄国犹太复国政治积极分子圈子的一个成员。总体上说，克劳斯纳对修正主义青年运动的犹太复国主义教育、贝塔尔和民族主义青年运动的贡献是不可忽视的。
在《爱与黑暗的故事》里，阿摩司描写了他杰出的伯祖父。

## 工作
约瑟夫·克劳斯纳在德国海德堡大學获得了他的哲学博士学位。他的书中最有影响力的是《拿撒勒的耶稣》和它的续集《从耶稣到保罗》，在书中他声称耶稣生为犹太人，死为犹太人，引起了广泛的争议并使他获得了国际声誉。

## 荣誉
- 在1941年和1949年，两次被授予贝亚里克奖（英语：Bialik Prize）。[1]